# Bembidion salebratum
Bembidion salebratum är en skalbaggsart som beskrevs av Leconte 1842. Bembidion salebratum ingår i släktet Bembidion och familjen jordlöpare. Inga underarter finns listade i Catalogue of Life.